# Masdevallia rubiginosa
Masdevallia rubiginosa är en orkidéart som beskrevs av Willibald Königer. Masdevallia rubiginosa ingår i släktet Masdevallia och familjen orkidéer. Inga underarter finns listade i Catalogue of Life.